# Портрет Китти
«Портрет Китти» (англ. Portrait of Kitty) — картина маслом Люсьена Фрейда. На полотне изображена Китти Гарман, жена художника и старшая дочь скульптора Джейкоба Эпштейна и Кэтлин Гарман.
Картина находится в коллекции Гармана Райана в Новой художественной галерее Уолсолла.
Китти была изображена на многих полотнах, в том числе знаменитой «Девушке с белой собакой».